# George van Griekenland en Denemarken

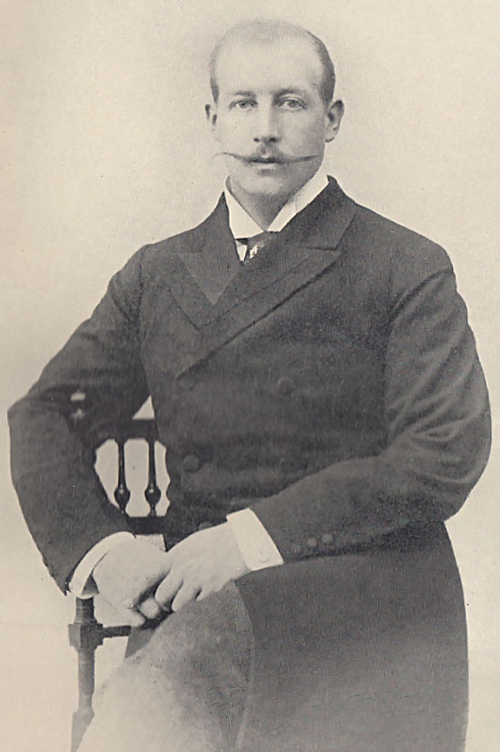
George van Griekenland en Denemarken in 1902

George (Grieks: Πρίγκιπας Γεώργιος, Christophoros) (Korfoe, 24 juni 1869 – Saint-Cloud, 25 november 1957), prins van Griekenland en Denemarken, was de tweede zoon van koning George I van Griekenland en koningin Olga.

## Biografie
Hij groeide op in een gezin waarin men in meerdere talen sprak. Hij sprak zelf uiteindelijk Grieks, Engels, Deens, Russisch, Frans en Italiaans. Christoffel communiceerde in het Engels met zijn ouders en in het Grieks met zijn broers en zussen. Zijn ouders daarentegen spraken Duits tegen elkaar.
In 1883 ging hij naar Denemarken wonen in het Slot Bernstorff onder de vleugels van zijn oom Waldemar. Hij ging in de Deense marine, waar Waldemar admiraal was. In 1891 vergezelde hij zijn neef tsarevitsj Nicolaas, de toekomstige Russische tsaar, op zijn reis naar Azië. In Japan redde hij het leven van Nicolaas. De mislukte moordpoging op de tsarevitsj staat bekend als het Otsu-incident.
Aan het einde van de negentiende eeuw zette hij zich in voor de Republiek Kreta, die nog steeds niet met Griekenland verenigd was en nog onder Ottomaans bevel stond. Hij bekleedde een hoge functie in de transitieperiode naar de Griekse eenmaking die er uiteindelijk in 1913 kwam.
In 1906 ging hij met zijn vader naar Parijs om Roland Bonaparte, kleinzoon van Lucien Bonaparte, een broer van Napoleon, te ontmoeten. De vaders wilden hun kinderen verloven. Op 21 november 1907 huwde hij met Marie Bonaparte. 
Het paar kreeg twee kinderen:
- Peter (1908-1980)
- Eugénie (1910-1989)

Bij een bezoek aan Slot Bernstorff lichtte Marie van Bourbon-Orléans, de vrouw van Waldemar, Marie in dat George en Waldemar een homoseksuele relatie met elkaar hadden. Zelf had Marie een verhouding met de Franse eerste minister Aristide Briand. Enkele dagen voor zijn dood vierden George en Marie nog hun gouden bruiloft.
Het dorpje Georgioupoli werd naar de prins vernoemd. 

## Kwartierstaat (voorouders)
| Frederik Willem van Sleeswijk- Holstein-Sonderburg-Glücksburg (1785-1831) | Frederik Willem van Sleeswijk- Holstein-Sonderburg-Glücksburg (1785-1831) | Frederik Willem van Sleeswijk- Holstein-Sonderburg-Glücksburg (1785-1831) | Frederik Willem van Sleeswijk- Holstein-Sonderburg-Glücksburg (1785-1831) | Frederik Willem van Sleeswijk- Holstein-Sonderburg-Glücksburg (1785-1831) | Frederik Willem van Sleeswijk- Holstein-Sonderburg-Glücksburg (1785-1831) | Louise Caroline van Hesse-Kassel (1789-1867) | Louise Caroline van Hesse-Kassel (1789-1867) | Louise Caroline van Hesse-Kassel (1789-1867)     | Louise Caroline van Hesse-Kassel (1789-1867)     | Louise Caroline van Hesse-Kassel (1789-1867)     | Louise Caroline van Hesse-Kassel (1789-1867)     |                                                  |                                                  | Willem van Hessen-Kassel (1787-1867) | Willem van Hessen-Kassel (1787-1867) | Willem van Hessen-Kassel (1787-1867)  | Willem van Hessen-Kassel (1787-1867)  | Willem van Hessen-Kassel (1787-1867)  | Willem van Hessen-Kassel (1787-1867)  | Louise Charlotte van Denemarken (1789-1864) | Louise Charlotte van Denemarken (1789-1864) | Louise Charlotte van Denemarken (1789-1864) | Louise Charlotte van Denemarken (1789-1864) | Louise Charlotte van Denemarken (1789-1864)        | Louise Charlotte van Denemarken (1789-1864)        |                                                    |                                                    | Nicolaas I van Rusland (1796–1855)                 | Nicolaas I van Rusland (1796–1855)                 | Nicolaas I van Rusland (1796–1855) | Nicolaas I van Rusland (1796–1855) | Nicolaas I van Rusland (1796–1855)                | Nicolaas I van Rusland (1796–1855)                | Charlotte van Pruisen (1798-1860)                 | Charlotte van Pruisen (1798-1860)                 | Charlotte van Pruisen (1798-1860)                 | Charlotte van Pruisen (1798-1860)                 | Charlotte van Pruisen (1798-1860)           | Charlotte van Pruisen (1798-1860)           |                                                   |                                                   | Jozef van Saksen-Altenburg (1789-1868)            | Jozef van Saksen-Altenburg (1789-1868)            | Jozef van Saksen-Altenburg (1789-1868)            | Jozef van Saksen-Altenburg (1789-1868)            | Jozef van Saksen-Altenburg (1789-1868)     | Jozef van Saksen-Altenburg (1789-1868)     | Amelie van Württemberg (1799-1848)                    | Amelie van Württemberg (1799-1848)                    | Amelie van Württemberg (1799-1848)                    | Amelie van Württemberg (1799-1848)                    | Amelie van Württemberg (1799-1848)                    | Amelie van Württemberg (1799-1848)                    |  |  |  |  |  |  |  |  |  |  |  |  |  |  |  |  |  |  |  |  |  |  |  |  |  |  |  |  |  |  |  |  |  |  |  |  |  |  |  |  |  |  |  |  |  |  |  |  |
| Frederik Willem van Sleeswijk- Holstein-Sonderburg-Glücksburg (1785-1831) | Frederik Willem van Sleeswijk- Holstein-Sonderburg-Glücksburg (1785-1831) | Frederik Willem van Sleeswijk- Holstein-Sonderburg-Glücksburg (1785-1831) | Frederik Willem van Sleeswijk- Holstein-Sonderburg-Glücksburg (1785-1831) | Frederik Willem van Sleeswijk- Holstein-Sonderburg-Glücksburg (1785-1831) | Frederik Willem van Sleeswijk- Holstein-Sonderburg-Glücksburg (1785-1831) | Louise Caroline van Hesse-Kassel (1789-1867) | Louise Caroline van Hesse-Kassel (1789-1867) | Louise Caroline van Hesse-Kassel (1789-1867)     | Louise Caroline van Hesse-Kassel (1789-1867)     | Louise Caroline van Hesse-Kassel (1789-1867)     | Louise Caroline van Hesse-Kassel (1789-1867)     |                                                  |                                                  | Willem van Hessen-Kassel (1787-1867) | Willem van Hessen-Kassel (1787-1867) | Willem van Hessen-Kassel (1787-1867)  | Willem van Hessen-Kassel (1787-1867)  | Willem van Hessen-Kassel (1787-1867)  | Willem van Hessen-Kassel (1787-1867)  | Louise Charlotte van Denemarken (1789-1864) | Louise Charlotte van Denemarken (1789-1864) | Louise Charlotte van Denemarken (1789-1864) | Louise Charlotte van Denemarken (1789-1864) | Louise Charlotte van Denemarken (1789-1864)        | Louise Charlotte van Denemarken (1789-1864)        |                                                    |                                                    | Nicolaas I van Rusland (1796–1855)                 | Nicolaas I van Rusland (1796–1855)                 | Nicolaas I van Rusland (1796–1855) | Nicolaas I van Rusland (1796–1855) | Nicolaas I van Rusland (1796–1855)                | Nicolaas I van Rusland (1796–1855)                | Charlotte van Pruisen (1798-1860)                 | Charlotte van Pruisen (1798-1860)                 | Charlotte van Pruisen (1798-1860)                 | Charlotte van Pruisen (1798-1860)                 | Charlotte van Pruisen (1798-1860)           | Charlotte van Pruisen (1798-1860)           |                                                   |                                                   | Jozef van Saksen-Altenburg (1789-1868)            | Jozef van Saksen-Altenburg (1789-1868)            | Jozef van Saksen-Altenburg (1789-1868)            | Jozef van Saksen-Altenburg (1789-1868)            | Jozef van Saksen-Altenburg (1789-1868)     | Jozef van Saksen-Altenburg (1789-1868)     | Amelie van Württemberg (1799-1848)                    | Amelie van Württemberg (1799-1848)                    | Amelie van Württemberg (1799-1848)                    | Amelie van Württemberg (1799-1848)                    | Amelie van Württemberg (1799-1848)                    | Amelie van Württemberg (1799-1848)                    |  |  |  |  |  |  |  |  |  |  |  |  |  |  |  |  |  |  |  |  |  |  |  |  |  |  |  |  |  |  |  |  |  |  |  |  |  |  |  |  |  |  |  |  |  |  |  |  |
|                                                                           |                                                                           |                                                                           |                                                                           |                                                                           |                                                                           |                                              |                                              |                                                  |                                                  |                                                  |                                                  |                                                  |                                                  |                                      |                                      |                                       |                                       |                                       |                                       |                                             |                                             |                                             |                                             |                                                    |                                                    |                                                    |                                                    |                                                    |                                                    |                                    |                                    |                                                   |                                                   |                                                   |                                                   |                                                   |                                                   |                                             |                                             |                                                   |                                                   |                                                   |                                                   |                                                   |                                                   |                                            |                                            |                                                       |                                                       |                                                       |                                                       |                                                       |                                                       |  |  |  |  |  |  |  |  |  |  |  |  |  |  |  |  |  |  |  |  |  |  |  |  |  |  |  |  |  |  |  |  |  |  |  |  |  |  |  |  |  |  |  |  |  |  |  |  |
|                                                                           |                                                                           |                                                                           |                                                                           | Christiaan IX van Denemarken (1818-1906)                                  | Christiaan IX van Denemarken (1818-1906)                                  | Christiaan IX van Denemarken (1818-1906)     | Christiaan IX van Denemarken (1818-1906)     | Christiaan IX van Denemarken (1818-1906)         | Christiaan IX van Denemarken (1818-1906)         |                                                  |                                                  |                                                  |                                                  |                                      |                                      | Louise van Hessen-Kassel (1817-1898)  | Louise van Hessen-Kassel (1817-1898)  | Louise van Hessen-Kassel (1817-1898)  | Louise van Hessen-Kassel (1817-1898)  | Louise van Hessen-Kassel (1817-1898)        | Louise van Hessen-Kassel (1817-1898)        |                                             |                                             |                                                    |                                                    |                                                    |                                                    |                                                    |                                                    |                                    |                                    | Constantijn Nikolajevitsj van Rusland (1827-1892) | Constantijn Nikolajevitsj van Rusland (1827-1892) | Constantijn Nikolajevitsj van Rusland (1827-1892) | Constantijn Nikolajevitsj van Rusland (1827-1892) | Constantijn Nikolajevitsj van Rusland (1827-1892) | Constantijn Nikolajevitsj van Rusland (1827-1892) |                                             |                                             |                                                   |                                                   |                                                   |                                                   | Alexandra van Saksen-Altenburg (1830-1911)        | Alexandra van Saksen-Altenburg (1830-1911)        | Alexandra van Saksen-Altenburg (1830-1911) | Alexandra van Saksen-Altenburg (1830-1911) | Alexandra van Saksen-Altenburg (1830-1911)            | Alexandra van Saksen-Altenburg (1830-1911)            |                                                       |                                                       |                                                       |                                                       |  |  |  |  |  |  |  |  |  |  |  |  |  |  |  |  |  |  |  |  |  |  |  |  |  |  |  |  |  |  |  |  |  |  |  |  |  |  |  |  |  |  |  |  |  |  |  |  |
|                                                                           |                                                                           |                                                                           |                                                                           | Christiaan IX van Denemarken (1818-1906)                                  | Christiaan IX van Denemarken (1818-1906)                                  | Christiaan IX van Denemarken (1818-1906)     | Christiaan IX van Denemarken (1818-1906)     | Christiaan IX van Denemarken (1818-1906)         | Christiaan IX van Denemarken (1818-1906)         |                                                  |                                                  |                                                  |                                                  |                                      |                                      | Louise van Hessen-Kassel (1817-1898)  | Louise van Hessen-Kassel (1817-1898)  | Louise van Hessen-Kassel (1817-1898)  | Louise van Hessen-Kassel (1817-1898)  | Louise van Hessen-Kassel (1817-1898)        | Louise van Hessen-Kassel (1817-1898)        |                                             |                                             |                                                    |                                                    |                                                    |                                                    |                                                    |                                                    |                                    |                                    | Constantijn Nikolajevitsj van Rusland (1827-1892) | Constantijn Nikolajevitsj van Rusland (1827-1892) | Constantijn Nikolajevitsj van Rusland (1827-1892) | Constantijn Nikolajevitsj van Rusland (1827-1892) | Constantijn Nikolajevitsj van Rusland (1827-1892) | Constantijn Nikolajevitsj van Rusland (1827-1892) |                                             |                                             |                                                   |                                                   |                                                   |                                                   | Alexandra van Saksen-Altenburg (1830-1911)        | Alexandra van Saksen-Altenburg (1830-1911)        | Alexandra van Saksen-Altenburg (1830-1911) | Alexandra van Saksen-Altenburg (1830-1911) | Alexandra van Saksen-Altenburg (1830-1911)            | Alexandra van Saksen-Altenburg (1830-1911)            |                                                       |                                                       |                                                       |                                                       |  |  |  |  |  |  |  |  |  |  |  |  |  |  |  |  |  |  |  |  |  |  |  |  |  |  |  |  |  |  |  |  |  |  |  |  |  |  |  |  |  |  |  |  |  |  |  |  |
|                                                                           |                                                                           |                                                                           |                                                                           |                                                                           |                                                                           |                                              |                                              |                                                  |                                                  | George I van Griekenland (1845-1913)             | George I van Griekenland (1845-1913)             | George I van Griekenland (1845-1913)             | George I van Griekenland (1845-1913)             | George I van Griekenland (1845-1913) | George I van Griekenland (1845-1913) |                                       |                                       |                                       |                                       |                                             |                                             |                                             |                                             |                                                    |                                                    |                                                    |                                                    |                                                    |                                                    |                                    |                                    |                                                   |                                                   |                                                   |                                                   |                                                   |                                                   | Olga Konstantinovna van Rusland (1851-1926) | Olga Konstantinovna van Rusland (1851-1926) | Olga Konstantinovna van Rusland (1851-1926)       | Olga Konstantinovna van Rusland (1851-1926)       | Olga Konstantinovna van Rusland (1851-1926)       | Olga Konstantinovna van Rusland (1851-1926)       |                                                   |                                                   |                                            |                                            |                                                       |                                                       |                                                       |                                                       |                                                       |                                                       |  |  |  |  |  |  |  |  |  |  |  |  |  |  |  |  |  |  |  |  |  |  |  |  |  |  |  |  |  |  |  |  |  |  |  |  |  |  |  |  |  |  |  |  |  |  |  |  |
|                                                                           |                                                                           |                                                                           |                                                                           |                                                                           |                                                                           |                                              |                                              |                                                  |                                                  | George I van Griekenland (1845-1913)             | George I van Griekenland (1845-1913)             | George I van Griekenland (1845-1913)             | George I van Griekenland (1845-1913)             | George I van Griekenland (1845-1913) | George I van Griekenland (1845-1913) |                                       |                                       |                                       |                                       |                                             |                                             |                                             |                                             |                                                    |                                                    |                                                    |                                                    |                                                    |                                                    |                                    |                                    |                                                   |                                                   |                                                   |                                                   |                                                   |                                                   | Olga Konstantinovna van Rusland (1851-1926) | Olga Konstantinovna van Rusland (1851-1926) | Olga Konstantinovna van Rusland (1851-1926)       | Olga Konstantinovna van Rusland (1851-1926)       | Olga Konstantinovna van Rusland (1851-1926)       | Olga Konstantinovna van Rusland (1851-1926)       |                                                   |                                                   |                                            |                                            |                                                       |                                                       |                                                       |                                                       |                                                       |                                                       |  |  |  |  |  |  |  |  |  |  |  |  |  |  |  |  |  |  |  |  |  |  |  |  |  |  |  |  |  |  |  |  |  |  |  |  |  |  |  |  |  |  |  |  |  |  |  |  |
|                                                                           |                                                                           |                                                                           |                                                                           |                                                                           |                                                                           |                                              |                                              |                                                  |                                                  |                                                  |                                                  |                                                  |                                                  |                                      |                                      |                                       |                                       |                                       |                                       |                                             |                                             |                                             |                                             |                                                    |                                                    |                                                    |                                                    |                                                    |                                                    |                                    |                                    |                                                   |                                                   |                                                   |                                                   |                                                   |                                                   |                                             |                                             |                                                   |                                                   |                                                   |                                                   |                                                   |                                                   |                                            |                                            |                                                       |                                                       |                                                       |                                                       |                                                       |                                                       |  |  |  |  |  |  |  |  |  |  |  |  |  |  |  |  |  |  |  |  |  |  |  |  |  |  |  |  |  |  |  |  |  |  |  |  |  |  |  |  |  |  |  |  |  |  |  |  |
|                                                                           |                                                                           |                                                                           |                                                                           |                                                                           |                                                                           |                                              |                                              |                                                  |                                                  |                                                  |                                                  |                                                  |                                                  |                                      |                                      |                                       |                                       |                                       |                                       |                                             |                                             |                                             |                                             |                                                    |                                                    |                                                    |                                                    |                                                    |                                                    |                                    |                                    |                                                   |                                                   |                                                   |                                                   |                                                   |                                                   |                                             |                                             |                                                   |                                                   |                                                   |                                                   |                                                   |                                                   |                                            |                                            |                                                       |                                                       |                                                       |                                                       |                                                       |                                                       |  |  |  |  |  |  |  |  |  |  |  |  |  |  |  |  |  |  |  |  |  |  |  |  |  |  |  |  |  |  |  |  |  |  |  |  |  |  |  |  |  |  |  |  |  |  |  |  |
| Constantijn I van Griekenland (1868-1923)                                 | Constantijn I van Griekenland (1868-1923)                                 | Constantijn I van Griekenland (1868-1923)                                 | Constantijn I van Griekenland (1868-1923)                                 | Constantijn I van Griekenland (1868-1923)                                 | Constantijn I van Griekenland (1868-1923)                                 |                                              |                                              | George van Griekenland en Denemarken (1869-1957) | George van Griekenland en Denemarken (1869-1957) | George van Griekenland en Denemarken (1869-1957) | George van Griekenland en Denemarken (1869-1957) | George van Griekenland en Denemarken (1869-1957) | George van Griekenland en Denemarken (1869-1957) |                                      |                                      | Alexandra van Griekenland (1870-1891) | Alexandra van Griekenland (1870-1891) | Alexandra van Griekenland (1870-1891) | Alexandra van Griekenland (1870-1891) | Alexandra van Griekenland (1870-1891)       | Alexandra van Griekenland (1870-1891)       |                                             |                                             | Nicolaas van Griekenland en Denemarken (1872-1938) | Nicolaas van Griekenland en Denemarken (1872-1938) | Nicolaas van Griekenland en Denemarken (1872-1938) | Nicolaas van Griekenland en Denemarken (1872-1938) | Nicolaas van Griekenland en Denemarken (1872-1938) | Nicolaas van Griekenland en Denemarken (1872-1938) |                                    |                                    | Maria van Griekenland en Denemarken (1876-1940)   | Maria van Griekenland en Denemarken (1876-1940)   | Maria van Griekenland en Denemarken (1876-1940)   | Maria van Griekenland en Denemarken (1876-1940)   | Maria van Griekenland en Denemarken (1876-1940)   | Maria van Griekenland en Denemarken (1876-1940)   |                                             |                                             | Andreas van Griekenland en Denemarken (1882-1944) | Andreas van Griekenland en Denemarken (1882-1944) | Andreas van Griekenland en Denemarken (1882-1944) | Andreas van Griekenland en Denemarken (1882-1944) | Andreas van Griekenland en Denemarken (1882-1944) | Andreas van Griekenland en Denemarken (1882-1944) |                                            |                                            | Christoffel van Griekenland en Denemarken (1888-1940) | Christoffel van Griekenland en Denemarken (1888-1940) | Christoffel van Griekenland en Denemarken (1888-1940) | Christoffel van Griekenland en Denemarken (1888-1940) | Christoffel van Griekenland en Denemarken (1888-1940) | Christoffel van Griekenland en Denemarken (1888-1940) |  |  |  |  |  |  |  |  |  |  |  |  |  |  |  |  |  |  |  |  |  |  |  |  |  |  |  |  |  |  |  |  |  |  |  |  |  |  |  |  |  |  |  |  |  |  |  |  |